# Al-Lubban al-Gharbi
Al-Lubban al-Gharbi (en árabe: اللبّن الغربيّ) es un poblado palestino en la gobernación de Ramallah y al-Bireh, ubicada a 21 kilómetros al noroeste de Ramallah en el norte de Cisjordania. Según la Oficina Central Palestina de Estadísticas, la aldea tenía una población de 1.566 habitantes en 2017.
Al-Lubban al-Gharbi tiene una superficie total de 9.694 dunam, de los cuales 335 son zonas urbanizadas. La mayor parte de la tierra restante se cultiva con huertos de olivos y almendros o está abierta para la expansión continua del pueblo. Sin embargo, la barrera israelí en Cisjordania separará el 59% de las tierras de Lubban al-Gharbi del área urbana de la aldea. Las instalaciones de infraestructura del pueblo incluyen una escuela primaria, un jardín de infantes y dos clínicas.

## Localidad
Al Lubban al Gharbi se encuentra (horizontalmente) a 21,2 kilómetros (13,2 millas) al noroeste de Ramallah. Limita con Bani Zeid y Abud al este, Deir Ballut al norte, Rantis e Israel al oeste y Abud al sur.

## Historia
El pueblo está situado en un sitio antiguo en las laderas de una colina. Se han encontrado tiestos de la era IA I-II (aparentemente del siglo X y principios del IX a. C.) y de la era IA II, persa, romana, bizantina, omeya, cruzada, ayyubí y otomana. 
Quedan restos de construcciones antiguas, cuyas piedras se han reutilizado en algunas casas habitadas del pueblo. En el patio de la mezquita del pueblo se encuentran las bases de cinco columnas que pudieron formar parte de una capilla. También en el pueblo hay cisternas excavadas en la roca, y en las laderas de una colina vecina al suroeste, hay tumbas y grutas excavadas en la roca. El pueblo ha sido identificado con Beit Laban en el Talmud un lugar conocido por sus vinos. 
Al-Lubban al-Gharbi también ha sido identificado con el cruzado Luban u Oliban, mencionado en relación con la cercana Casale St. Maria.